# Llanddoged and Maenan
Llanddoged and Maenan är en community i Storbritannien.   Den ligger i kommunen Conwy och riksdelen Wales, i den södra delen av landet, 300 km nordväst om huvudstaden London.
Den största byn i communityn är Llanddoged. 